# Jean Buhman
Jean Buhman (n. 4 octombrie 1922, Iași – d. 8 octombrie 2003) a fost un inginer feroviar și epigramist român.
După ce în 1942 a absolvit Liceul Național din Iași , a urmat Facultatea de Construcții, din București, pe care a absolvit-o în 1947. A lucrat ca inginer la C.F.R. Iași (mai mulți ani ca director al Regionalei CFR Iași). A fost membru AGIR (din 1947), membru al Cenaclului Literar „George Topârceanu” din Iași, membru al Academiei Libere „Păstorel” din Iași și membru fondator al Uniunii Epigramiștilor din România. Și-a semnat creațiile și cu pseudonimul Ionică Pescaru.

## Cărți publicate
- Jean Buhman, La drum cu epigrama, Iași, 1998

### În antologii
Este inclus în 25 de volume colective de epigrame, între care:
- Definiții epigramatice. Dicționar-culegere, Ploiești: Editura Premier, 2000
- Urmașii lui Cincinat, Editura Ridendo, Câmpina, 2004
- Antologia epigramei românești, Editura Premier, Ploiești, 2004
- Ionii epigramei românești - Culegere antologică, ediție îngrijită de Ionel Iacob Bencei și Nelu Vasile, cu un Cuvânt de prezentare a cărții de Ion Marin Almăjan, Editura ”Napoca Star”, Cluj-Napoca, 2017.